# Totohuehuetlán
Totohuehuetlán är en ort i Mexiko.   Den ligger i kommunen Copanatoyac och delstaten Guerrero, i den sydöstra delen av landet, 230 km söder om huvudstaden Mexico City. Totohuehuetlán ligger 1 686 meter över havet och antalet invånare är 357.
Terrängen runt Totohuehuetlán är kuperad åt nordost, men åt sydväst är den bergig. Runt Totohuehuetlán är det ganska glesbefolkat, med 32 invånare per kvadratkilometer. Närmaste större samhälle är Santa Anita, 1,5 km öster om Totohuehuetlán. I omgivningarna runt Totohuehuetlán växer huvudsakligen savannskog.